# Sd.Kfz. 2 kleines Kettenkrad
Il Kettenkrad (nome completo in tedesco: Kleines Kettenkraftrad Typ HK 101, tradotto "piccolo veicolo cingolato HK 101", designazione militare: Sonderkraftfahrzeug 2 Sd.Kfz. 2, ovvero "veicolo speciale 2") era un semicingolato tedesco con parte anteriore simile a una motocicletta.  Fu fabbricato dalla NSU Motorenwerke AG a Neckarsulm tra il 1940 e il 1945 per le forze armate tedesche impegnate nella seconda guerra mondiale ed era il mezzo adibito a trattore più piccolo a loro disposizione.

## Storia
Il veicolo inizialmente era conosciuto come NSU-101 e fu concepito come veicolo per il trasporto di cannoni da 37mm Pak36/37 controcarro, a supporto delle unità aviotrasportate tedesche, pezzi che erano abbastanza leggeri da essere trainati da un mezzo del genere.
La sua esistenza, però, prese un'altra piega. Il veicolo era dotato di una struttura cingolata con 6 ruote a raggiera (3) e con fori di alleggerimento (3); il conduttore sedeva quasi al centro del veicolo e lo manovrava tramite un manubrio molto simile a quello di una motocicletta. 
Il Sd.Kfz. 2 poteva trasportare anche 2 uomini seduti dietro, i serventi del cannone, oppure fungere da trasporto materiale, grazie alla sua capacità di rimorchio fino a 450 kg, che però fu giudicata troppo esigua dall'esercito tedesco, quindi inutilizzabile per il supporto logistico.
Sebbene il piccolo veicolo potesse assolvere bene le sue funzioni, veloce e mobile com'era, entrò in servizio giusto nel 1941, quando lo stato maggiore tedesco aveva rinunciato, dopo le gravi perdite subite dalle truppe aviotrasportate nella battaglia di Creta, all'uso di grandi unità paracadutisti in azioni d'attacco.
Questo mezzo quindi venne usato come mezzo di collegamento e di trasporto leggero, ed anche come mezzo per stendere cavi telefonici, nella versione SdKfz 2/1, o cavi elettrici nella versione SdKfz 2/2.
Fu progettata anche una nuova versione, l'HK 102, con un aumento di cilindrata e la possibilità di trasporto di 5 uomini per ovviare al problema del poco carico trasportabile, ma il progetto fu abbandonato a causa dell'alto costo di produzione. Così nel 1944 terminò la produzione anche dell'ormai troppo costoso SdKfz 2. I veicoli vennero utilizzati senza risparmio dai tedeschi ma furono anche oggetto di molto interesse da parte degli Alleati, che non disponevano di niente di simile.